# Vení cuando quieras (programa de radio)
Vení cuando quieras es un programa radial periodístico informativo y de opinión con entrevistas a políticos, artistas, profesionales y empresarios de un amplio espectro social de la República Argentina. Desde el 13 de junio de 2020, conducido por Leonardo Greco en AM 530 Somos Radio la radio de las Madres de Plaza de Mayo y sale al aire los sábados de 14:00 a 16:00 horas.
Junto con Jorge Rachid   en la conducción -con la participación de un equipo integrado por Delfina Rossi, Lucas Arvigo, Carolina Resch y Herbert Dicht- comenzó a emitirse el 14 de mayo de 2016 por AM 1030 Radio del Plata hasta junio de 2019.  Se emitió a diario desde el 22 de julio de 2019 por AM 680 Radio Magna de la Ciudad de San Martín, provincia de Buenos Aires hasta mayo de 2020. 
El programa fue considerado polémico y disruptivo en algunos medios  por la reconocida simpatía y militancia de sus conductores por el  kirchnerismo, como por su participación activa en foros de debate político. Pero también propuso estilos alternativos a los esquemas tradicionales de la radio comercial como la votación entre los oyentes -a través de Twitter- para saber si estaban o no de acuerdo con hacer la lectura al aire del libro Sinceramente, escrito por la Presidenta mandato cumplido Cristina Fernández de Kirchner. A partir de los resultados, durante mayo y junio de 2019, Leonardo Greco utilizó gran parte de la transmisión para leerlo al aire incluyendo las voces de invitados del ámbito de la cultura argentina. Abruptamente, a partir de julio de 2019 Vení cuando quieras dejó de emitirse al aire puesto que AM 1030 Radio del Plata suspendió la programación a raíz de la grave crisis de la empresa propietaria por un lado -cuyos dueños fueron encarcelados-, como por la crisis económica que atraviesa la República Argentina desde principios de 2016 provocadas por las políticas económicas del entonces presidente Mauricio Macri. El 22 de julio de 2019 retomó su transmisión al aire a través de AM 680 Radio Magna de la ciudad de San Martín, provincia de Buenos Aires y concluyó en mayo de 2020.

## Entrevistados
Algunos de los entrevistados durante el ciclo, el gobernador mandato cumplido de la Provincia de San Luis, República Argentina, Alberto Rodríguez Saá; el empresario y diputado mandato cumplido por la provincia de Buenos Aires, Alberto Samid; el historiador Felipe Pigna; el actor Arturo Bonín, el periodista y político argentino, actual diputado por la Ciudad de Buenos Aires, Leopoldo Moreau; el periodista y político Gustavo Fernando López; el Intendente de la ciudad de Avellaneda (Buenos Aires), Jorge Ferraresi; la actriz Carolina Papaleo;  Gerardo Romano (actor), entre muchos otros.